# Termodynamika atmosfery
Termodynamika atmosfery – dział fizyki atmosfery badający transfer ciepła, energetykę atmosfery i przemiany fazowe wody w powietrzu.